# Użytek ekologiczny „Bogdanka II”
Użytek ekologiczny „Bogdanka II” – użytek ekologiczny w Poznaniu, na Woli. Ustanowiony 20 grudnia 2011 przez Radę Miasta Poznania. Umiejscowiony jest w zachodnim klinie zieleni w dolinie rzeki Bogdanki. Obejmuje obszar 7,63 ha. 

## Charakterystyka
Użytek ma za zadanie chronić naturalne siedliska roślinne o charakterze łęgowym, również ochronę szuwarów i torfowisk. Ochrona czynna obejmuje m.in.: renaturyzację rzeki i ochronę lasów olchowych.
Fauna chroniona na obszarze: zalotka spłaszczona, zalotka większa, świtezianka dziewica, trzepla zielona, straszka północna, kozioróg bukowiec, kozioróg dębosz, łatczyn brodawnik, biegacze, trzmiele, ropucha szara, jaszczurka zwinka, zaskroniec, perkozek, perkoz dwuczuby, łabędź niemy, dziwonia, kokoszka wodna, krogulec, puszczyk, brzęczka, gąsiorek, remiz, grubodziób, strzyżyk, bocian biały, żuraw, kruk, dzięcioły, czapla siwa, ryjówka.
Flora chroniona na obszarze: bobrek trójlistkowy, gnidosz błotny, gnidosz rozesłany, goryczka błotna, goździk kartuzek, goździk kropkowany, goździk pyszny, kocanki piaskowe, kozłek dwupienny, kruszczyk błotny, kruszyna pospolita, kukułka krwista, kukułka szerokolistna, lipiennik Loesela, marzyca czarniawa, grążel żółty, ponikło skąpokwiatowe, rdestnica szczeciolistna, sit tępokwiatowy, starodub błotny, topola czarna, turówka wonna, turzyca dwustronna, turzyca łuszczykowata, wilżyna ciernista.